# Spherillo weberi
Spherillo weberi är en kräftdjursart som först beskrevs av Dollfus 1907.  Spherillo weberi ingår i släktet Spherillo och familjen Armadillidae. Inga underarter finns listade i Catalogue of Life.